# سیکورسکی اس-۹۲
سیکورسکی اس-۹۲ (به انگلیسی: Sikorsky S-92) یک هواگرد ساختِ کارخانهٔ سیکورسکی در کشور ایالات متحده آمریکا است که در سال ۱۹۹۸ ساخته شد. نخستین استفاده‌کنندهٔ این هواپیما CHC Helicopter بوده‌است. این هواگرد برای نخستین بار، در ۲۳ دسامبر ۱۹۹۸ میلادی مورد استفاده قرار گرفت.